# Louis Bachelier
Louis Jean-Baptiste Alphonse Bachelier (Le Havre, 11 de março de 1870 — Saint-Malo, 26 de abril de 1946) foi um matemático francês.
É considerado um precursor da teoria moderna das probabilidades e fundador da matemática financeira. Em sua tese Théorie de la spéculation, defendida em 29 de março de 1900, ele introduziu a utilização em finanças do movimento browniano (descoberto pelo biólogo Robert Brown), que é a base da maioria dos modelos matemáticos usados em finanças, por exemplo a fórmula de Black-Scholes (1973).
Suas obras não foram reconhecidas enquanto ele viveu. Benoît Mandelbrot, matemático nascido em 1924, foi um dos primeiros a reconhecer o pioneirismo de Bachelier nas probabilidades e na matemática financeira (ver, por exemplo, seu livro Les objets fractals).

## Trabalhos
- Bachelier 1900a, Théorie de la spéculation

- Bachelier 1901, Théorie mathématique du jeu

- Bachelier 1906, Théorie des probabilités continues
- Bachelier 1908a, Étude sur les probabilités des causes
- Bachelier 1908b, Le problème général des probabilités dans les épreuves répétées
- Bachelier 1910a, Les probabilités à plusieurs variables
- Bachelier 1910b, Mouvement d’un point ou d’un système matériel soumis à l’action de forces dépendant du hasard
- Bachelier 1912, (Book) Calcul des probabilités[2]

- Bachelier 1913a, Les probabilités cinématiques et dynamiques
- Bachelier 1913b, Les probabilités semi-uniformes
- Bachelier 1914, Le Jeu, la Chance et le Hasard, Traduzido para o inglês, Harding 2017

- Bachelier 1915, La périodicité du hasard
- Bachelier 1920a, Sur la théorie des corrélations
- Bachelier 1920b, Sur les décimales du nombre {\displaystyle {\pi }}
- Bachelier 1923, Le problème général de la statistique discontinue
- Bachelier 1925, Quelques curiosités paradoxales du calcul des probabilités
- Bachelier 1937, (Book) Les lois des grands nombres du Calcul des Probabilités (Book)
- Bachelier 1938, (Book) La spéculation et le Calcul des Probabilités
- Bachelier 1939, (Book) Les nouvelles méthodes du Calcul des Probabilités
- Bachelier 1941a, Probabilités des oscillations maxima